# Ignacij Žitnik
Ignacij Žitnik, slovenski rimskokatoliški duhovnik, časnikar in politik, * 24. november,  1857, Fužina pri Zagradcu, † 28. december 1913, Ljubljana.

## Življenje in delo
Rodil se je očetu mlinarju Janezu in Alojziji (rojeni Zurc). Po ljudski šoli v rojstnem kraju in Novem mestu je tu obiskoval gimnazijo (1871-1879). Zaradi slovanskega navdušenja je moral k vojakom, ki jih je služil v Ljubljani do 1881, nato obiskoval kadetsko šolo v Trstu, se sprl s predstojniki in 1881 vstopil v ljubljansko bogoslovje in bil 1883 posvečen. V letih 1884–1886 je bil kaplan v Šentjerneju in kratek čas v Dobrniču, 1887–1892 stolni vikar v Ljubljani, 1892–1894 je študiral v Rimu in 1894 doktoriral iz rimskega prava. Od 1894–1895 je bil kurat v kaznilnici na ljubljanskem gradu. Leta 1907 je bil imenovan za častnega kanonika, 1910 za stolnega kanonika in konzistorialnega svetnika.
Zgodaj se je pričel ukvarjati s časnikarstvom. V letih 1887−1909 je bil odgovorni urednik Slovenca. Pisal je zlasti članke o dogajanju na Balkanskem polotoku, južnoslovanskem vprašanju, gospodarskih, kulturnih in socialnih temah. Od 1889 je bil član levega krila Slovenske ljudske stranke, ves čas na strani Janeza Evangelista Kreka. V letih 1889, 1895, 1901, 1908 in 1913 je bil izvoljen v kranjski deželni zbor, 1897, 1900, 1907 in 1911 pa v dunajski državni zbor, v katerem je bil član več odborov, med drugim proračunskega, obrambnega in šolskega. Kot politik se je zavzemal za pravice Slovencev in njihove gospodarske koristi. V vodstvu Slovenske ljudske stranke je bil med najbolj sposobnimi, razgledanimi in delavnimi politiki, odločno jugoslovansko usmerjen. Zaradi razgledanosti in delavnosti je bil zelo uporaben v političnem delu, sicer pa ne vodilni politik ali govornik stranke.